# Inszar (Inszari járás)
Inszar (oroszul: Инсар) város Oroszországban, Mordvinföldön, az Inszari járás székhelye.  
Lakossága: 8687 fő (a 2010. évi népszámláláskor).
Neve két mordvin szó: pne ('nagy') és szara ('mocsár, mocsaras árterült') összetételéből keletkezett. 

## Elhelyezkedése
Mordvinföld déli részén, Szaranszktól 77 km-re délnyugatra, az Issza folyó bal partján, az Inszarka mellékfolyó torkolatánál fekszik. A legközelebbi vasútállomás a 18 km-rel északabbra fekvő Kadoskino, a Rjazany–Ruzajevka–Szaranszk vonalon. 

## Története
Az orosz állam délkeleti határát védő egyik erődként alapították 1647-ben. A déli sztyeppékről az északi Tyemnyikov felé tartó és a nyugatról keletre,  Kazanyba tartó utak kereszteződésében épült. 1774-ben a Pugacsov-féle felkelés csapatai pusztították. 1780-ban ujezd székhelye és város lett, 1801-től a Penzai kormányzósághoz tartozott. 1869-ben a falunak kb. 3900 lakosa és négy temploma volt, egyházi iskola, kórház, posta állomás, bőrkikészítő üzem működött. 
A 19. század közepére a település felső részén klasszicista stílusú városközpont alakult ki a főtérrel és az igazgatási épületekkel. Ott épült fel a Rozsgyesztvenszkij-templom is 1823-ban. 
1926-ban falusi jellegű településsé minősítették, de 1928-ban járási központ és 1958-ban ismét város lett. A régi építményekből fennmaradt a kereskedősor, a 19. század második felében épült néhány lakóház és a Szent Olga női kolostor épülete (1914). Utóbbiban a helytörténeti múzeum kapott helyet, de a 21. század elején azt új helyre költöztették, és a kolostor újból működik.

## Gazdasága
A város első nagy ipari létesítményét, a szövőgyárat 1961-ben helyezték üzembe. Mellette az évek során lakótelep épült. A vállalat utóda Lenta Kft néven 2011-ben kezdte meg a termelést korszerű német gépsorokon, 2013-ban pedig az üvegszálas szövetek gyártását. A Neon Rt a ruzajevkai nagy vagongyár alvállalkozója, beszállítója.